# Walter Smits
Walter Smits (Mechelen, 25 februari 1947) is een Vlaamse acteur.
Hij was heel zijn leven actief in vele theaters. Hij speelde, na zijn theateropleiding, ook regelmatig kleine en grote rollen in verschillende tv-series. Zijn bekendste rol is die van Cesar in de comedy-reeks Slisse & Cesar (1996-1999), een tv-reeks op VTM. 
Sinds zijn pensioen houdt hij zich in de zomer bezig met toeristische vaartochten op de Dijle in Mechelen, als schipper/gids

## Gastrollen
- Familie - Jules, (1992)
- Chez Bompa Lawijt - Jos Van Os, (1995)
- 2 Straten verder - regisseur, (2000)
- W817 - professor van Steve, journalist, (2003)
- Sprookjes - (2004)
- De zusjes Kriegel - conciërge, (2004)
- Spoed - technicus bij het operettegezelschap, (2004)
- Quiz Me Quick - De Prins, (2012)
- Aspe - Gaston, (2012)
- In Vlaamse velden - boer, (2014)
- De behandeling, (2014) - inspecteur Dumont
- Familie - Gepensioneerd Rijkswacht Majoor, (2021)